# Niška Banja
Niška Banja (cyr. Нишка Бања) – miasto w południowo-wschodniej części Serbii, w okręgu niszawskim, w mieście Nisz, siedziba gminy miejskiej Niška Banja. Położone jest u podnóża góry Koritnik. W 2011 roku liczyło 4380 mieszkańców.

## Zabytki oraz interesujące miejsca

### Zabytki
- Medijana - letni dom wypoczynkowy cesarza Konstantyna Wielkiego wybudowany w IV wieku n.e.

### Interesujące miejsca
W mieście znajduje się uzdrowisko ze źródłami radioaktywnymi.

## Kultura
- Festiwal teatralny, który odbywa się na przełomie sierpnia i września
- Festiwal muzyczny NIMUS, który odbywa się w październiku